# 화이트 레이븐
《화이트 레이븐》(영어: The White Raven)은 미국에서 제작된 앤드루 스티븐스 감독의 1998년 액션 범죄 스릴러 영화이다. 마이클 블로짓의 동명 소설이 원작이며, 블로짓은 각본도 담당하였다. 론 실버 등이 출연하였고, 아쇼크 암리트라지 등이 제작에 참여하였다.

## 출연진
- 론 실버
- 요안나 파추와
- 로이 샤이더
- 하네스 예니케
- 엘리자베스 셰퍼드

## 기타 제작진
- 라인 제작: 윌리엄 B. 스테이클리
- 협력 제작: 래리 포인덱스터